# Sîze, Stanîcino-Luhanske
Sîze (în ucraineană Сизе) este un sat în comuna Valuiske din raionul Stanîcino-Luhanske, regiunea Luhansk, Ucraina.

## Demografie
Componența lingvistică a localității Sîze
     Rusă (78,57%)
     Belarusă (7,14%)
Conform recensământului din 2001, majoritatea populației localității Sîze era vorbitoare de rusă (78,57%), existând în minoritate și vorbitori de belarusă (7,14%).